# Paul van Haastrecht

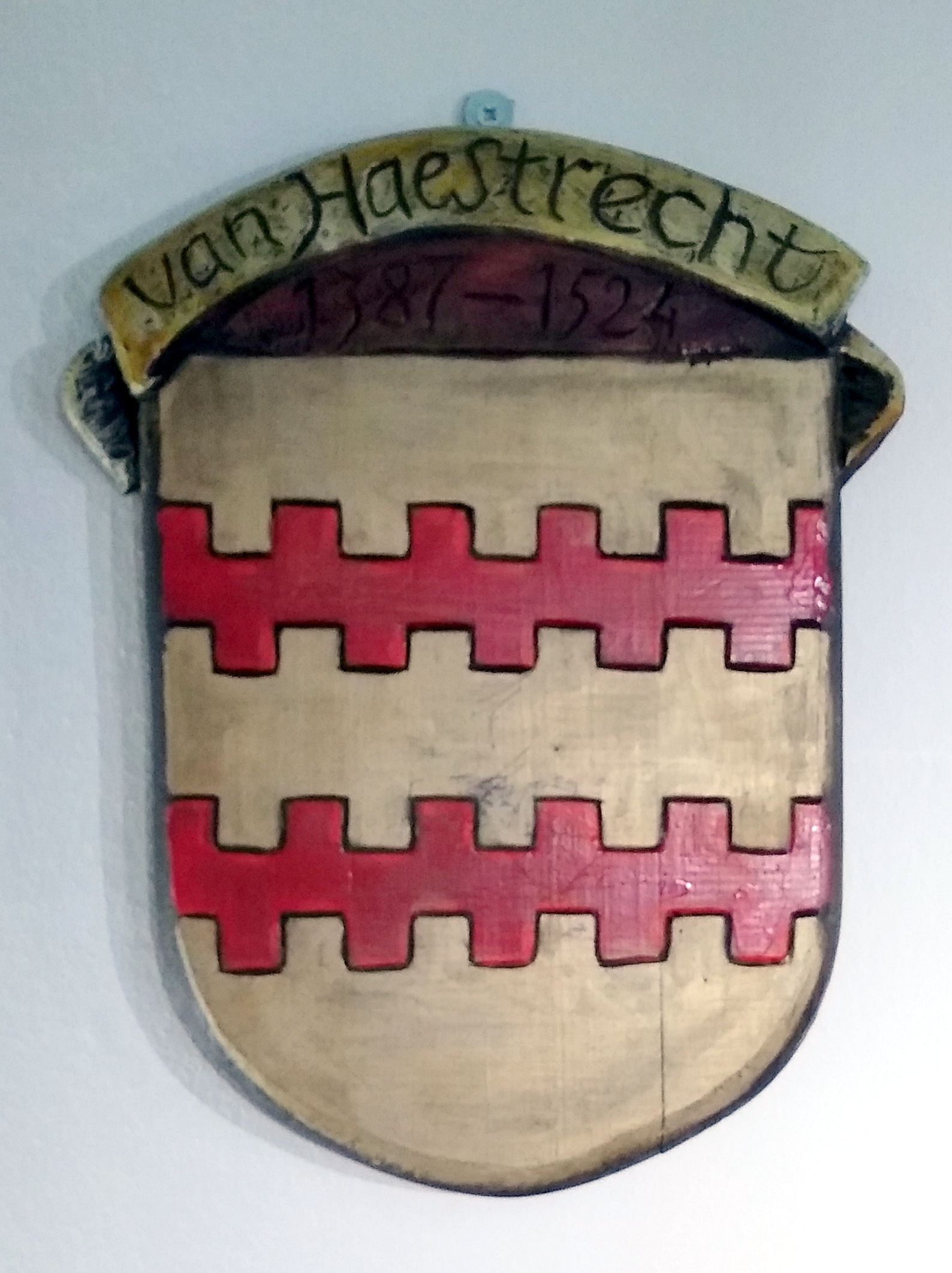
Wapen van de familie Van Haestrecht, met bewoningsperiode van de 'Steenen Camer'.

Paul(us) van Haastrecht, ook wel Pauwels van Haestrecht (geboortedatum onbekend - Venloon, ca 1400) was omstreeks 1380 heer van de heerlijkheden Venloon, Drunen, Tilburg en Goirle. Deze heerlijkheden had hij in leen van hertogin Johanna van Brabant. Naast zijn heerschap was hij hoogschout van 's-Hertogenbosch.
Van Haastrecht laat in 1383 een kasteel bouwen in Heerlijkheid Venloon, daar waar nu het Witte Kasteel staat. Het Kasteel Steenenburg ook wel bekend als Kasteel d'Oultremont of de poort van Heusden, op de grens van Nieuwkuijk en Drunen, heeft ook enige tijd als verblijf gediend. Dit kasteel is zes generaties in bezit geweest van de familie Haastrecht. 
Paulus van Haastrecht was mede verantwoordelijk voor de aanleg van de Loonse Turfvaart in 1396, wat voor de Heerlijkheden een belangrijke vorm van inkomsten vormde. De turfvaart werd aangelegd vanaf Venloon naar de toentertijd de enige stad met marktrechten 's-Hertogenbosch. In de 21e eeuw zijn hier nog restanten van zichtbaar in Natuurgebieden de Loonse en Drunense Duinen, Plantloon, Het Vlijmens Ven en de Moerputten.
Van Haastrecht kwam in conflict met hertogin Johanna van Brabant, door als schout van 's-Hertogenbosch oproerige burgers te steunen. Rond 1400 bereikte dit conflict zijn hoogtepunt met de belegering van zijn kasteel te Venloon. Het kasteel innemen lukte niet, maar Paul van Haastrecht sneuvelde gedurende de belegering.
Zijn heerschap werd opgevolgd door zijn zoon Hendrik van Haastrecht.